# Бокордићи
Бокордићи (хрв. Bokordići, итал. Boccordi) су насељено место у општини Светвинченат, Истарска жупанија, Хрватска.

## Историја
До територијалне реорганизације у Хрватској били су у саставу старе општине Пула.

## Становништво
У попису становништва из 2011. године, Бокордићи су имали 76 становника.
| Број становника према пописима | Број становника према пописима | Број становника према пописима | Број становника према пописима | Број становника према пописима | Број становника према пописима | Број становника према пописима | Број становника према пописима | Број становника према пописима | Број становника према пописима | Број становника према пописима | Број становника према пописима | Број становника према пописима | Број становника према пописима | Број становника према пописима | Број становника према пописима |
| ------------------------------ | ------------------------------ | ------------------------------ | ------------------------------ | ------------------------------ | ------------------------------ | ------------------------------ | ------------------------------ | ------------------------------ | ------------------------------ | ------------------------------ | ------------------------------ | ------------------------------ | ------------------------------ | ------------------------------ | ------------------------------ |
| 1857                           | 1869                           | 1880                           | 1890                           | 1900                           | 1910                           | 1921                           | 1931                           | 1948                           | 1953                           | 1961                           | 1971                           | 1981                           | 1991                           | 2001                           | 2011                           |
| 554                            | 682                            | 190                            | 204                            | 229                            | 262                            | 305                            | 972                            | 211                            | 199                            | 159                            | 118                            | 105                            | 86                             | 85                             | 76                             |

Напомена: Године 1857, 1869, 1921. и 1931. садржи податке за насеља Фоли, Пајковићи и Пересији, а 1857, 1869. и 1931. подаци за насеља Бибићи, Бричанци и Пусти и део података за насеља Крањчићи и Светвинченат. Године 1921. садржи део података за насељено место Бибићи.